# Washington González
Washington González (Florida, 6 dicembre 1955) è un ex calciatore uruguaiano, di ruolo difensore.

## Carriera

### Club
Ha giocato nella massima serie dei campionati uruguaiano, argentino e australiano.

### Nazionale
Con la Nazionale uruguaiana ha preso parte alla Copa América 1979 e all'edizione 1983, vincendo quest'ultima.

## Palmarès

### Club

#### Competizioni internazionali
- Coppa Libertadores: 1

Nacional: 1980
- Coppa Intercontinentale: 1

Nacional: 1980

### Nazionale
- Coppa America: 1

Copa América 1983